# 日野強
日野 強（ひの つとむ、1866年1月23日（慶応元年12月7日）- 1920年（大正9年）12月23日）は、日本の探検家、大日本帝国陸軍の軍人である。幼名は熊吉。「強」の読み方は戸籍上は「つとむ」であるが、中国で活動していた時期には一般に「きょう」と読まれ、東京地学協会や出口王仁三郎は「つよし」と呼んでいた。日野本人は「きょう」という読み方を使い、「つとむ」の読み方を使っていたのは改まった場面だけだったという。

## 若年期
伊予小松町（現西条市）の常吉、ツヤ夫妻の家に生まれ、一家には強のほかに兄一人、弟二人、妹二人がいた。小学校卒業後に愛媛県師範学校に進み、教職に就くが、転勤先の堀江の小学校の環境に失望する。日野は立身出世のために奮起し、1885年12月に陸軍教導団に入団し、翌1886年に陸軍士官学校に入学する。1889年7月に士官学校（旧11期）を卒業、陸軍歩兵少尉、中尉と進む。
日清戦争が勃発した1894年当時、日野は混成第九旅団に属し、同年8月に釜山に上陸した。終戦後、日野は順調にキャリアを重ね、大尉、台湾守備隊の中隊長、近衛連隊の中隊長と昇進していった。1902年に満州・朝鮮の国境地帯に派遣され、朝鮮方面への進出を図るロシアの動向を偵察した。義州を拠点とした日野は中国人のスパイを使って情報を収集していたが、日本の在外公使館との連携が取れず、1903年10月に日本人居留民の退避、ロシア軍水平のソウル侵入の進言・報告を公使館が取り次がなかったために一悶着が起き、日野は任期中に帰国した。1904年の日露戦争では陸軍大将黒木為楨の第一軍に属し朝鮮・満州を転戦、少佐に進級した。

## 新疆地方の視察
1906年7月下旬、日野は参謀本部から中国・ロシアの国境地帯である新疆の調査を命じられる。9月20日に日野は北京に到着し、東京で個人的に雇った従者の大塚某、清の軍人呉禄貞を加え、中国人に扮して西に向かった。10月13日に日野一行は北京を発ち、保定で上原多市が加わり、10月28日に陝州に到着した。陝州で一行は大谷探検隊と会遇し、大谷光瑞から助言を受けたほか、写真機と時計を借り受け、カシュガル駐在のイギリスの外交官ジョージ・マカートニー宛の紹介状を受け取った。西安で大谷探検隊と別れた一行は蘭州に向かうが、道中で日野が急病に罹り、現地の人間と呉禄貞の看護によって回復した。蘭州で呉禄貞がパーティーから離れ、1907年1月2日に一行は粛州に到着する。蘭州から粛州への途上で漢人によって破壊された回人の集落を見た日野は、近い将来に新疆で回人の反乱が起こりうると予測した。
粛州を発った日野は体力の消耗と強風を避けるために夜間に移動し、安西を経て1月31日に哈密に到着し、2月4日まで町に滞在した。トルファンへの途上で夜行をやめて昼行に切り替え、2月17日にトルファンに到着した。日野はトルファンでドイツの発掘調査隊に出会い、2月20日にウルムチに向かって出発した。ウルムチの近辺で外務省の命令を受けて新疆を探索していた林出賢次郎と接触し、彼を伴って2月25日にウルムチに入城した出会った夜に日野は林出と打ち解け、林出に自分の娘と結婚するよう提案し、のち林出は約束通り日野の次女と結婚した。
ウルムチで日野は清の役人の歓待を受け、ウルムチで隠然たる勢力を持つロシア領事館を訪れ、タルバガタイ、イリ地方への移動の便宜を求めたが拒否される。3月24日に日野はウルムチを発ち、北西のタルバガタイに向かって進んだ。マナス、西湖（zh）を経由して4月15日にタルバガタイに着き、町の住民やロシア領事から好意的に迎えられた。町の住民に日露戦争について尋ね回った結果、遊牧民でさえも戦争を知っており、敗戦でロシアの影響力が弱まったことを聞かされた。日野はタルバガタイからいったん西湖に戻り、5月12日にイリ地方に入境した。イリ七城の一つに数えられる恵遠城に滞在し、清の高官から歓待を受け、道中で沿道の遊牧民が必要な物資を補給する約束を受けた。17日間かけてイリ地方の城市の視察を行い、ロシアの勢力下にあるグルジャを訪問した後、5月30日にイリ将軍が手配した人員を連れてカラシャールに向かった。
6月21日に日野はカラシャールに到着し、この地でイリ将軍が付けた案内と別れ、インドに向かう帰路に就いた。クチャでは新疆で活動するインド商人の代表と面会し、アクスを経て、8月8日にカシュガルに到着した。カシュガルでは漢城（漢人の居住区）の清の高官、回城（イスラム教徒の居住区）のイギリス領事マカートニー、ロシア領事コロコロフを訪問したが、旅行記に詳細は記されていない。8月28日にヤルカンドに入城し、町でカラコルム山脈を越える準備を進めた。カラコルム越えにあたってはインド商人の協力があり、彼らが手配した従者と馬を伴ってレーに向かった。10月1日に日野一行はカラコルム峠の頂上に到達し、初めてカラコルム峠を越えた日本人として名前を残した。カルドゥン峠越えの際に氷河に落ちる事故を経験し、10月12日にレーに到着した。
10月15日にレーを出た日野はインダス川に沿って西に進み、ゾジ・ラ峠を越え、10月27日にシュリーナガルに到着した。シュリーナガルではイギリス駐在官フランシス・ヤングハズバンドの元を訪問し、カルカッタの日本大使館に駐在していた日本軍の稲垣中佐と対面した。シュリーナガルを発つ前にイリ副都統から贈られた馬の飼育をヤングハズバンドに頼み、ペシャーワルを経由して汽船が停泊するカルカッタに移動した。11月23日に汽船は日本に向けて出港し、12月24日に神戸で下船した。

## その後
1909年5月に新疆での旅行記が『伊犁紀行』として刊行され、同年に日野は中佐に昇進した。中国では1911年の辛亥革命の後に中華民国大総統が成立し、1912年6月に日野は陝西省方面の反政府勢力の動向を探る命令を受けて再び大陸に渡った。日野は李烈鈞が指導する革命派を助け、李烈鈞の日本亡命を斡旋した。1913年5月31日に日野は任務を終えて帰国し、6月1日に大佐に昇進するが同日予備役に編入され、軍を退役した。偕行社で講演をした際に上官と口論したことが予備役に編入された理由と思われ、大正天皇は日野を退役させたことに激怒し、軍内で問題になった。
退役後は中国大陸に渡り、青島で缶詰製造の合弁会社を起こした。1919年に日野は青島還付問題の陳情委員長として上京するが話はまとまらず、日野の消息は途絶えてしまった。行方をくらました日野は京都の綾部を訪れており、大本教の教祖出口王仁三郎と面会していた。実業之日本社理事の栗原白嶺が大本教入信に際して『実業之日本』紙上に退社の辞を発表していたが、日野は栗原の文を読んで大本教に関心を抱いていた。同年秋に青島に戻った日野は俗世間との一切の関係を断って綾部に移住し、大本教の幹部として出口に近侍していた。新疆旅行の体験談や現地の伝承を聞かせるだけでなく、資料、地図、新疆で入手した宝石を出口に贈呈し、彼の大陸への興味を掻き立てた。
1920年12月23日、日野は肺結核に罹り没する。

## 『伊犂紀行』
日野の旅行の見聞録である『伊犂紀行』は上下二巻で構成され、上巻の「日誌之部」は旅行の記録であり、下巻の「地誌之部」で各地の地理や文化を紹介している。日野には絵画の心得があり、『伊犂紀行』の表装、挿絵はすべて日野の手による。偵察の密命を帯びていた旅行のため、訪問した都市の軍事行政が詳細に記されているが、軍の機密情報が一般に公開されることは珍しかった。新疆の文化・民族を観察した日野の感想が記されており、清の新疆経営を厳しく批判し、新疆をはじめとする中国西部の調査の必要性が訴えられている。
本文中には多くの漢詩が収録され、日野が引用した中国の古詩、日野自身が読んだ漢詩、旅行中に出会った人物から贈られた漢詩に分類され、文学的な価値も評価されている。日野が引用した漢詩は唐代の作品であり、また日野の作品の大部分が唐代に完成された七言詩であるため、日野の所感として引用、あるいは制作された漢詩には唐詩の知識と影響が見受けられる。日野が贈られた漢詩は「新疆瓊瑶」と題する部に収録され、作品には日野と当時の日本への称賛と共感が記されている。『伊犂紀行』の文学的な価値が評価される機会は少なく、1973年に芙蓉書房から再版された『伊犂紀行』では「新疆瓊瑶」は削除されている。